# 암사역사공원
암사역사공원은 강동구가 암사동 일대에 조성 중인 공원이다. 강동구는 1차 사업지로 암사역사문화공원역 인근을 선정하였고, 2026년에 1단계 공원 조성을 완료할 계획이다.

## 갤러리

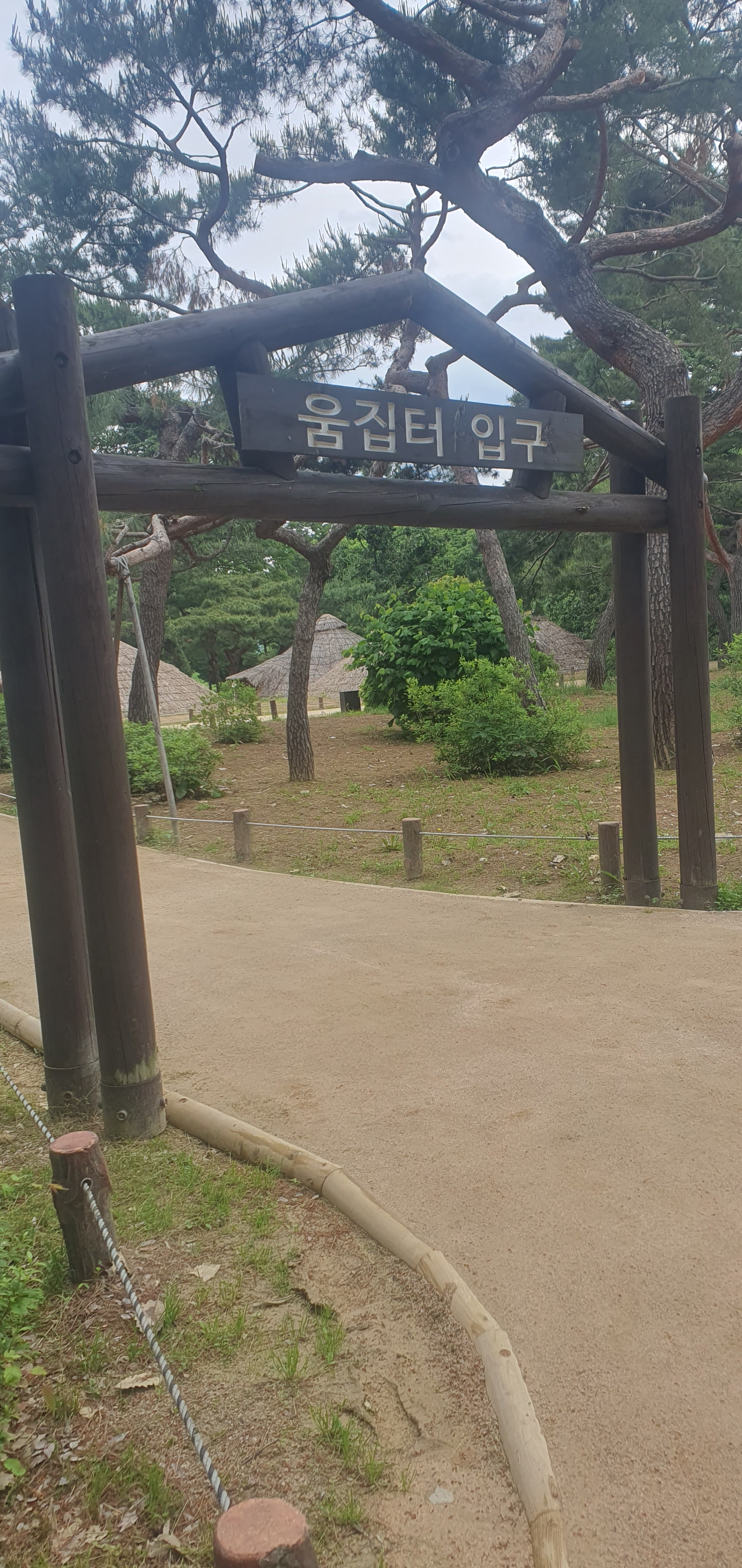
움집터 입구
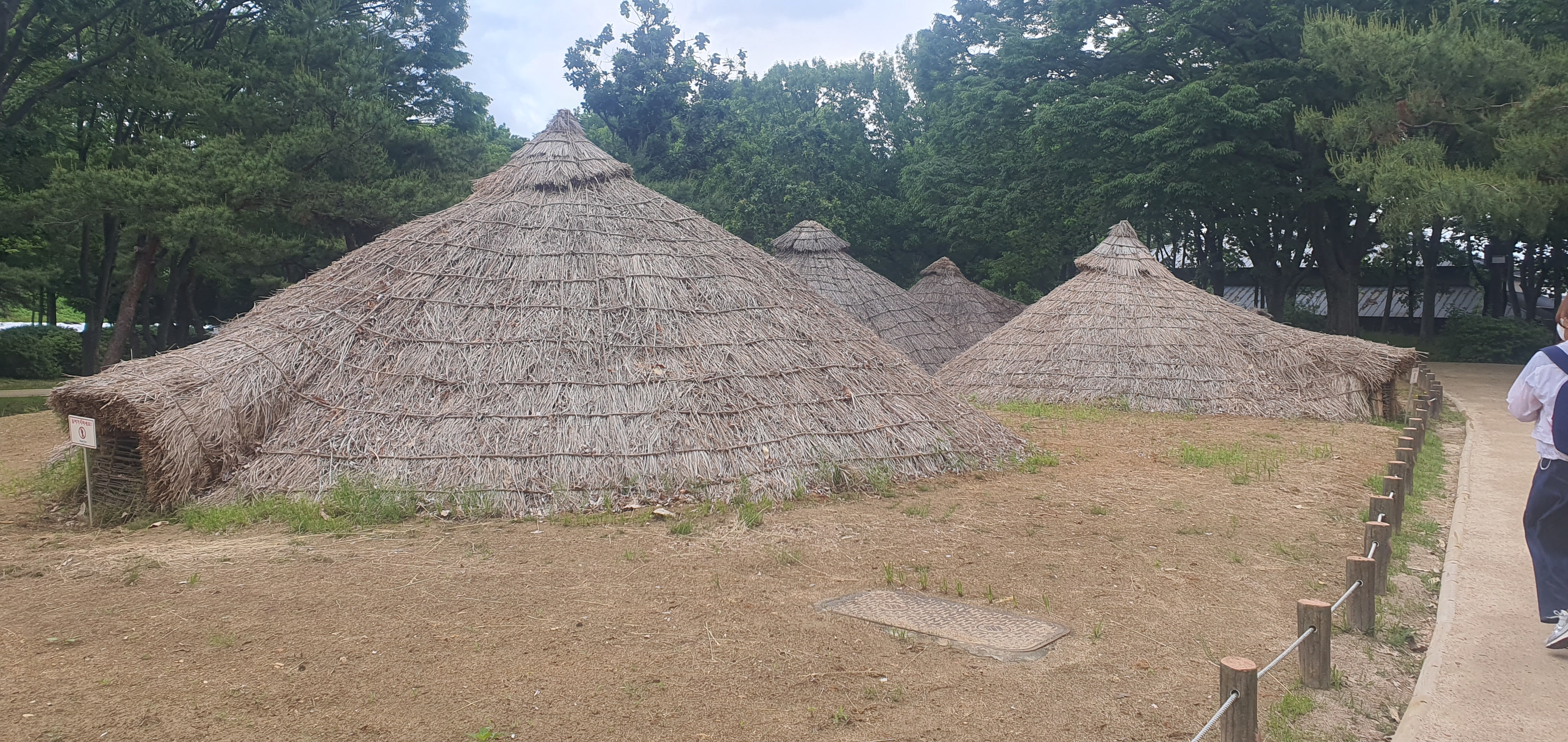
한강 근처 움집들
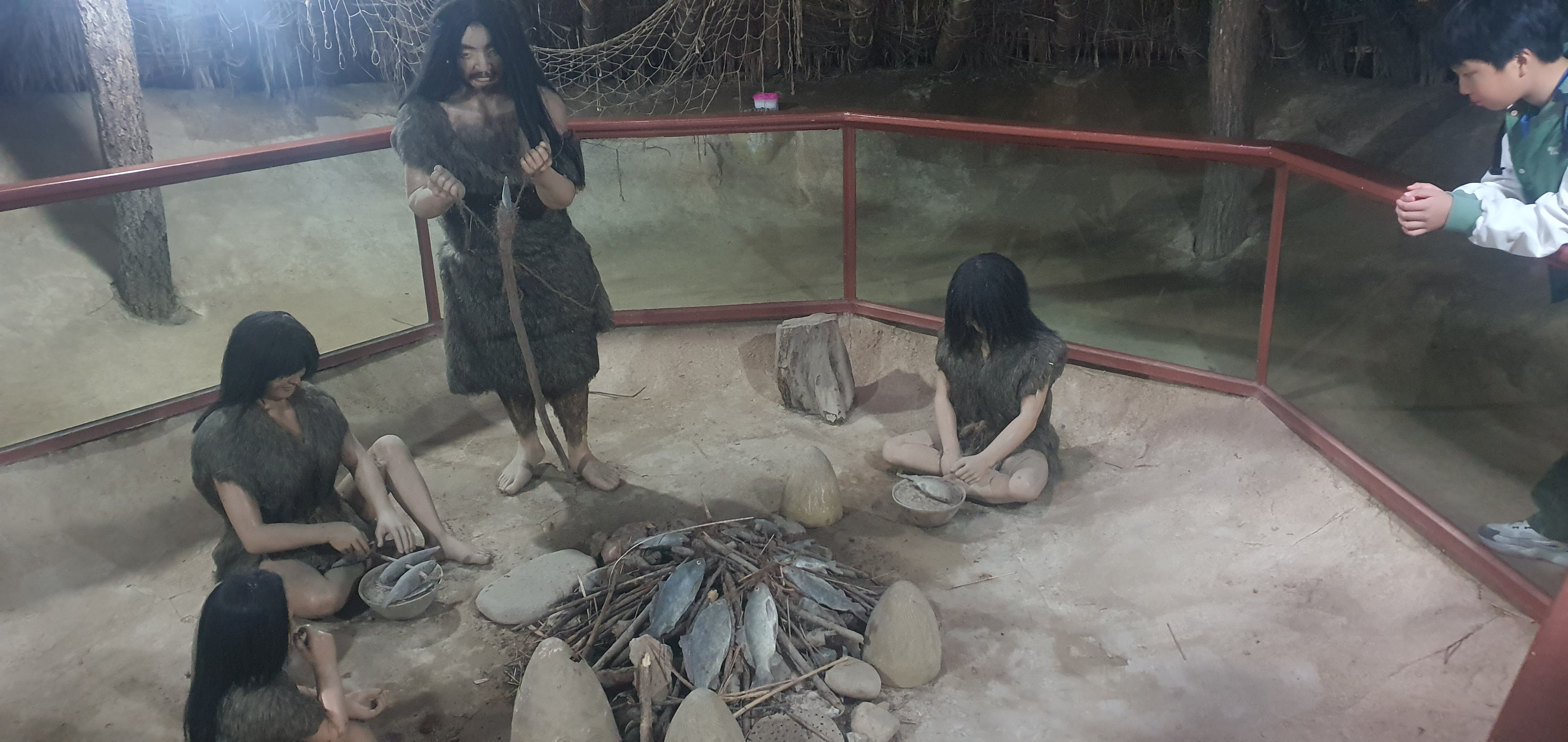
움집 내부 전경
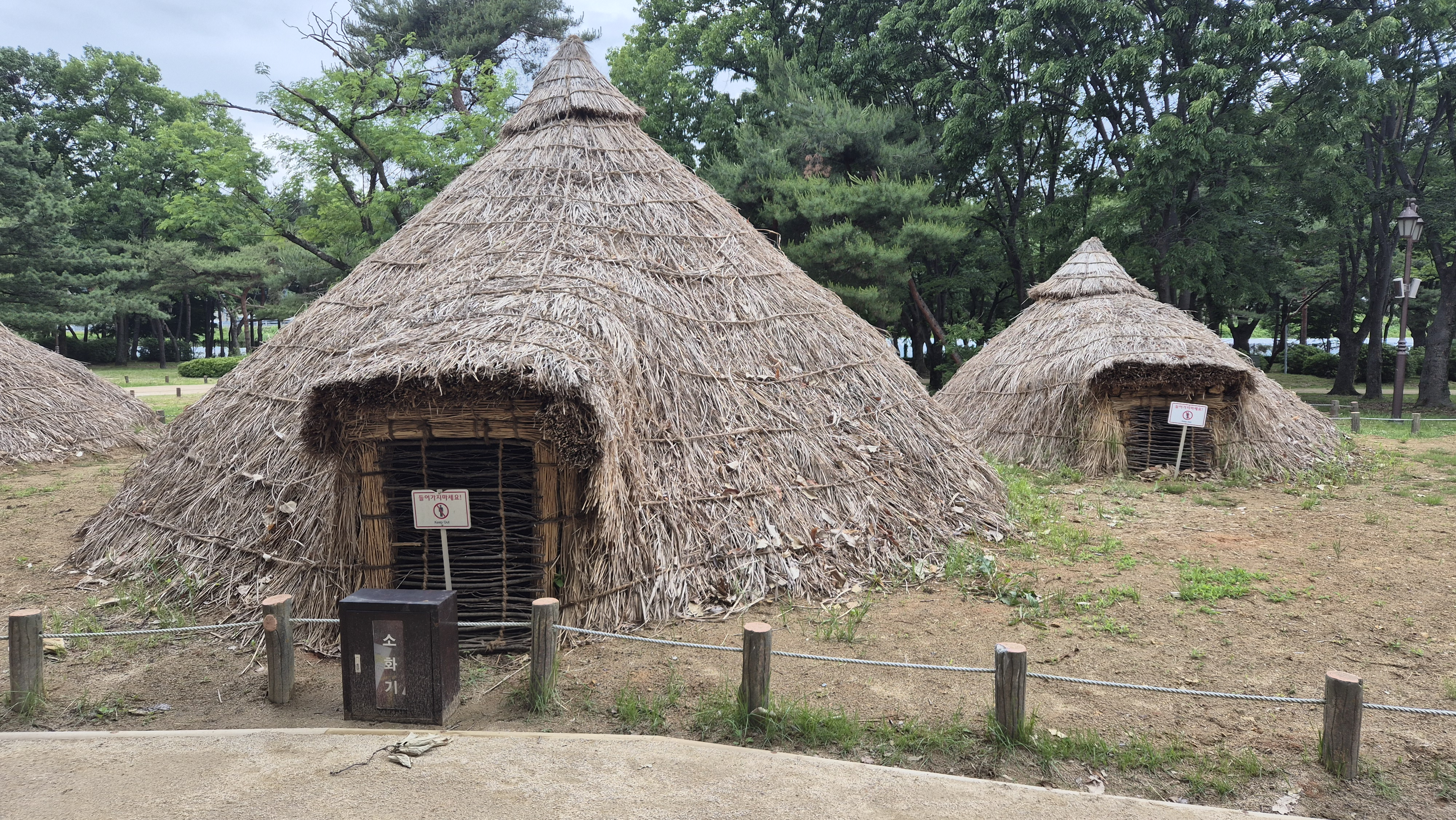
움집 앞모습